# Anton Mansuet Richter
Anton Mansuet Richter (5. května 1810 Praha – 4. ledna 1880 Zbraslav) byl rakouský a český podnikatel a politik německé národnosti, v 60. a 70. letech 19. století poslanec Českého zemského sněmu.

## Biografie
Jeho otcem byl podnikatel Joseph Anton Richter (1782–1846). Anton Mansuet Richter pak převzal rodinný cukrovar na Zbraslavi. Po krátké době ale podnikání opustil a věnoval se politickým aktivitám. V roce 1872 se uvádí jako fabrikant na Zbraslavi. Byl členem pražské obchodní a živnostenské komory a dalších hospodářských spolků jako Vlastenencko-hospodářská společnost.
V 60. letech 19. století se zapojil do zemské politiky. V zemských volbách v březnu 1867 byl zvolen na Český zemský sněm za kurii obchodních a živnostenských komor (obvod Praha). Volba byla zpochybněna a předána k posouzení, ale pak potvrzena. Mandát obhájil ve volbách roku 1870 a volbách roku 1872. Byl rovněž přísedícím zemského výboru.
Zabýval se i zkoumáním přírody, pokoušel se například o domestikaci exotických zvířat. Sbíral také archeologické památky. Byl mu udělen Řád Františka Josefa. Zemřel v lednu 1880 na sešlost věkem.
Jeho dcera Karolina (1847–1909) se provdala za svobodného pána Karla von Schlossera (1837–1915).